# Bolan's Zip Gun
Bolan's Zip Gun é o sexto álbum de estúdio da banda britânica de rock T. Rex. Foi lançado em 16 de fevereiro de 1975 pela EMI Records e Ariola Records, no Reino Unido e na Alemanha, respectivamente. O álbum foi gravado no Music Recorders Inc., em Hollywood. O álbum foi produzido por Marc Bolan.
Oito das onze canções do álbum já haviam sido lançadas nos Estados Unidos no ano anterior em Light of Love, editado pela Casablanca Records. Bolan's Zip Gun foi um relançamento com três faixas extras. No entanto, foi o único álbum da banda que falhou na parada musical britânica.
A nova parceira musical de Bolan, Gloria Jones, o irmão de Gloria, Richard, e a cantora Pat Hall, ajudaram a influenciar a música de Bolan, e ele estava experimentando inflexões na música soul.

## Música
Embora o som do álbum fosse muito forte, e as letras muito simples e diretas, Bolan tentou ir além do som característico dos antigos trabalhos da banda e tentou refletir sua recente imersão na cena soul norte-americana.
Várias das canções apresentam um tom bem futurista, com destaque para "Space Boss", "Think Zinc" e "Golden Belt", sendo Bolan um grande fã de ficção científica.

## Recepção crítica
Após o lançamento, o álbum foi mal recebido pelos críticos. Em uma revisão retrospectiva, o site musical AllMusic elogiou a diversidade do material e canções como "Precious Star", "Till Dawn" e "Zip Gun Boogie". O crítico musical Dave Thompson observou que um som mais esparso "enfatizou os ritmos, aumentou os vocais de apoio e deixou as convenções do rock para trás. "Light of Love", "Golden Belt" e a pesada "I Really Love You Babe", todas tem "uma autenticidade terrena".
O Pitchfork escreveu: "Em um retorno proposital ao som mais solto de Electric Warrior, Bolan's Zip Gun erra seu alvo. Apesar de toda a sua franqueza, o álbum é principalmente superficial, trabalhando alguns dos mesmos sons e ideias, mas os resultados carecem de movimento e vivacidade; o charme de Bolan definitivamente não estava funcionando. Pior, ele realmente não parece investido nessas canções."

## Lista de faixas
Todas as faixas escritas e compostas por Marc Bolan. 
| Lado um |                    |         |  |
| N.º     | Título             | Duração |  |
| 1.      | "Light of Love"    | 3:16    |  |
| 2.      | "Solid Baby"       | 2:37    |  |
| 3.      | "Precious Star"    | 2:53    |  |
| 4.      | "Token of My Love" | 3:40    |  |
| 5.      | "Space Boss"       | 2:49    |  |
| 6.      | "Think Zinc"       | 3:25    |  |

| Lado dois |                                |         |  |
| N.º       | Título                         | Duração |  |
| 1.        | "Till Dawn"                    | 3:02    |  |
| 2.        | "Girl in the Thunderbolt Suit" | 2:20    |  |
| 3.        | "I Really Love You Babe"       | 3:33    |  |
| 4.        | "Golden Belt"                  | 2:41    |  |
| 5.        | "Zip Gun Boogie"               | 3:26    |  |

## Ficha técnica
T. Rex
- Marc Bolan – vocais principais, guitarra elétrica, sintetizadores, produção
- Mickey Finn – percussão
- Steve Currie – baixo elétrico
- Davy Lutton – bateria

Músicos adicionais
- Dino Dines – teclados
- Gloria Jones – vocais de apoio, clavinete
- Harry Nilsson – vocais de apoio

- Paul Fenton – bateria (em "Solid Baby")
- Bill Legend – bateria (em "Till Dawn")

## Posição nas tabelas musicais
| Tabelas musicais (1975)       | Melhor posição |
| ----------------------------- | -------------- |
| Austrália (Kent Music Report) | 89             |

## Referência
1. 1 2 3 4  Paytress, Mark (2003). Bolan: The Rise and Fall of a 20th Century Superstar. [S.l.]: Omnibus Press
2. 1 2  Bolan's Zip Gun - T. Rex | Songs, Reviews, Credits | AllMusic (em inglês), consultado em 22 de janeiro de 2022